# Tropengeneeskunde

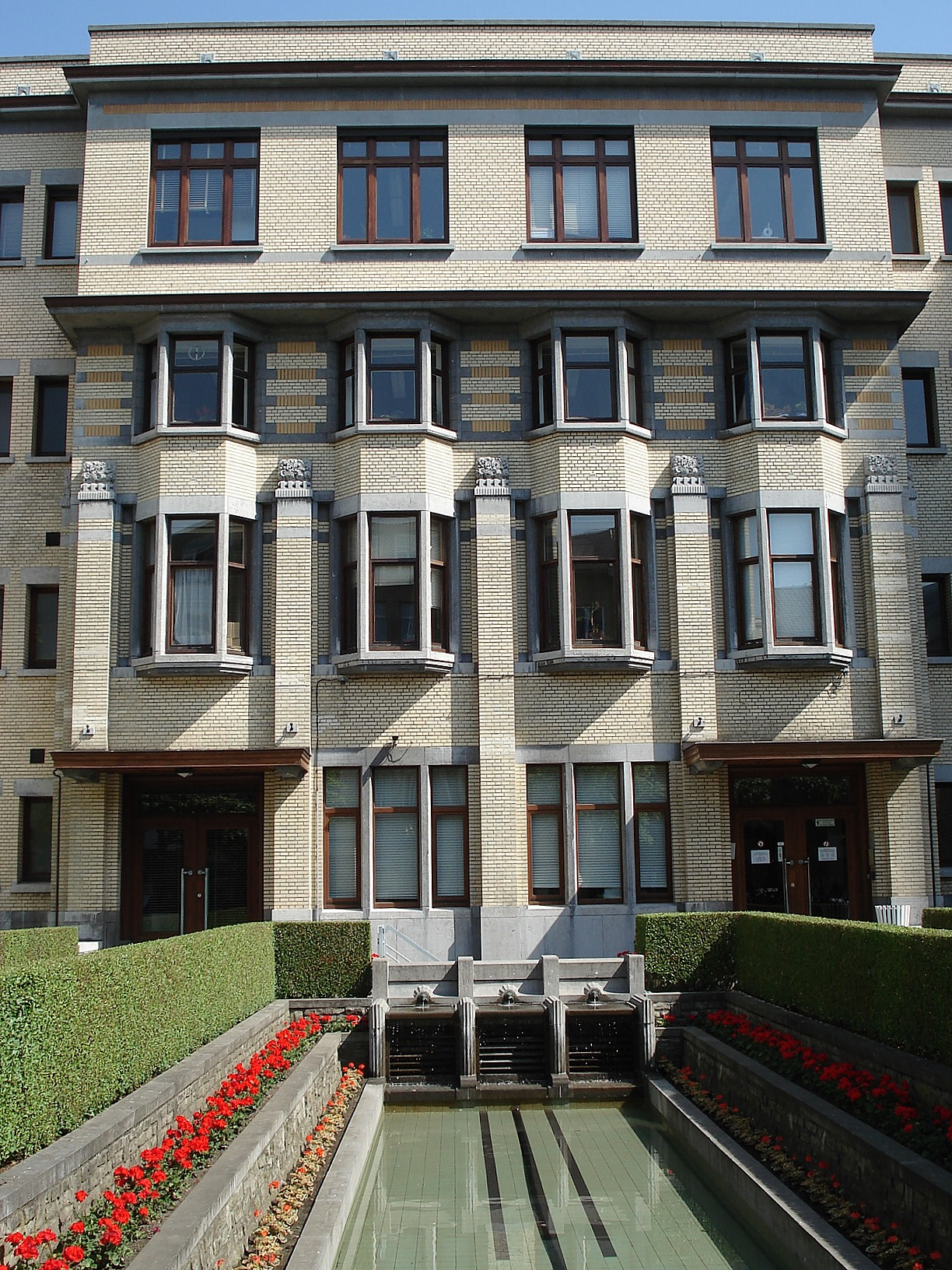
Instituut voor Tropische Geneeskunde in Antwerpen

Tropengeneeskunde is de tak in de geneeskunde die zich bezighoudt met tropische ziekten. Volgens de World Health Organisation (WHO) zijn tropische ziekten aandoeningen die uitsluitend of voornamelijk voorkomen in de tropen. Tropische ziekten kenmerken zich doordat hun optimale omgeving een warm en vochtig klimaat is. De meest voorkomende zijn malaria (moeraskoorts), leishmaniasis (zandmugziekte), schistosomiasis (vroeger Bilharzia), onchocerciase (rivierblindheid), filariasis (draadworm), ziekte van Chagas, trypanosomiasis (Afrikaanse slaapziekte) en dengue (knokkelkoorts).
In ruimere zin draait de tropengeneeskunde om curatieve en preventieve geneeskunde in ontwikkelings- en transitielanden (“Low and Middle Income Countries”, LMIC). Curatieve geneeskunde richt zich op het erkennen en behandelen van acuut levensbedreigende, maar geneselijke aandoeningen. Preventieve geneeskunde binnen de tropengeneeskunde richt zich bijvoorbeeld op het voorkomen van aandoeningen als tuberculose, HIV/aids en chronische niet-overdraagbare ziekten (“non-communicable diseases”) zoals hart- en vaatziekten en diabetes mellitus. Daarnaast is de behandeling van vergeten tropische ziekten een onderdeel van het vakgebied. Deze ziekten zijn door de WHO opgesteld in de lijst NTDs (Neglected Tropical Diseases) die onder andere lepra (melaatsheid) en rabiës (hondsdolheid) bevat. 
Tropengeneeskunde draait niet alleen om het behandelen van een individu, maar ook grotere groepen mensen. In de gebieden waarin tropengeneeskunde wordt uitgevoerd, zijn vaak beperkte middelen beschikbaar.
Globalisering en de toename van migratie, inclusief de ziektes die dit met zich meebrengt, zijn nauw verbonden met de tropengeneeskunde.

## Nederland

### Arts Internationale Gezondheidszorg en Tropengeneeskunde (AIGT)
De van oudsher bekende tropenarts heeft sinds 2014 de titel Arts Internationale Gezondheidzorg en Tropengeneeskunde (AIGT) en is gespecialiseerd op het gebied van de tropengeneeskunde in ruime zin. 
De arts IGT brengt kennis van tropische en armoedegerelateerde ziekten en epidemieën mee naar Nederland, naast kennis over de omgang met verschillende culturele achtergronden. Deze arts is er dus in gespecialiseerd om verbanden te leggen tussen biologische en sociale factoren van de gezondheidszorg. De AIGT is hierbij in staat een bijdrage te leveren aan internationale vredestaken en internationale samenwerking. 
Een belangrijk thema zijn de steeds meer voorkomende leefstijlgebonden ziekten in een populatie waarin vooral ziektes voorkomen die veroorzaakt worden door armoede. Verder verdiept de arts zich in internationale gezondheidszorgsystemen. Zo kan medische zorg leveren in ontwikkelingslanden en landen in transitie, bijvoorbeeld bij wederopbouw van de gezondheidszorg na rampen en conflicten. In sommige van deze gevallen is de zorg plotseling nodig, waarbij de AIGT moet werken onder zeer moeilijke omstandigheden met weinig voorzieningen.  

### Nederlandse Vereniging voor Tropische Geneeskunde
De Nederlandse Vereniging voor Tropische Geneeskunde (NVTG) en Internationale Gezondheidszorg is opgericht in 1907. De missie van de NVTG is ‘het actief bijdragen aan de verbetering van de gezondheid en gezondheidszorg in lage- en midden- inkomenslanden, door middel van onderwijs, onderzoek en pleitbezorging en vanuit het perspectief van de mondiale gezondheidszorg een bijdrage leveren aan de Nederlandse gezondheidszorg’.
Kernactiviteiten van de NVTG zijn het stimuleren van debat, de scholing van AIGT en het organiseren van congressen en bijeenkomsten. Daarnaast biedt de NVTG een platform voor professionals en geïnteresseerden in internationale gezondheidszorg. Tevens levert ze een belangrijke bijdrage aan het op de politieke agenda zetten van internationale samenwerking, en duurzame ontwikkeling met betrekking tot internationale gezondheidszorg.
De NVTG wordt geleid door een bestuur bestaande uit tien leden. De bestuursleden representeren vakspecialisten, organisaties of instellingen die zich vanuit Nederland met gezondheidszorg in ontwikkelingslanden bezighouden.
Er zijn 14 werkgroepen aangesloten bij de NVTG, die actief zijn op verschillende deelterreinen van de tropische geneeskunde en internationale gezondheidszorg. In internationaal verband maakt de NVTG deel uit van de Federation of European Societies for Tropical Medicine and International Health (FESTMIH).

### Opleiding Internationale Gezondheidszorg en Tropengeneeskunde (IGT)
Vanaf januari 2014 is het mogelijk om een tweeënhalf jaar durende specialisatie tot profielarts Internationale Gezondheidszorg en Tropengeneeskunde (IGT)-KNMG te volgen. In september 2012 is dit profiel officieel erkend door het College Geneeskundige Specialismen.
De opleiding richt zich op artsen die zich bekwamen op het gebied van internationale gezondheidszorg (“Global Health”) en die na terugkeer van een periode van internationaal werk binnen de Nederlandse gezondheidszorg werkzaam zullen zijn. Het unieke van de Nederlandse situatie is dat er nergens anders ter wereld een soortgelijke volwaardige voltijdse opleiding wordt aangeboden.
De specialisatie IGT koppelt praktische vaardigheden aan theoretische verdieping in preventie en behandeling van infectieziekten zoals HIV/AIDS, malaria en tuberculose en andere importziekten, maar ook aan de opkomende chronische/‘non-communicable diseases’ zoals hart- en vaatziekten, diabetes, etc. De totale opleidingsduur van het profiel IGT is 27 maanden en is opgebouwd uit de volgende onderdelen:
- negen maanden stage in een Nederlands ziekenhuis op de afdeling chirurgie (klassieke profiel) of de afdeling kindergeneeskunde (moeder-kindprofiel)
- negen maanden stage in een Nederlands ziekenhuis op de afdeling obstetrie/gynaecologie
- drie maanden Nederlandse Tropen Cursus (NTC), onderdeel van de Masters in International Health van het Koninklijk Instituut voor de Tropen
- zes maanden stage in het buitenland, onder supervisie werken bij een NGO of in een lokaal ziekenhuis
- tien verplichte cursusdagen van breed scala aan specialismen, bijvoorbeeld tandheelkunde, antibiotica in de tropen, gipsdag en een darmnadencursus

### Opleidingsinstituut Internationale Gezondheidszorg en Tropengeneeskunde
Het Opleidingsinstituut Internationale Gezondheidszorg en Tropengeneeskunde (OIGT) is verantwoordelijk voor de organisatie van de opleiding AIGT. Het instituut valt onder de stichting Opleidingsinstituut IGT (SOIGT). Het instituut werkt nauw samen met het Concilium Internationale Gezondheidszorg en Tropengeneeskunde (CIGT) die de inhoud van de opleiding borgt. De Academische Raad voor de SOIGT heeft tot taak het wetenschappelijk niveau van het cursorisch onderwijs van de opleiding Internationale Gezondheidszorg en Tropengeneeskunde (IGT) te bewaken. Het hoofd van het opleidingsinstituut IGT is eindverantwoordelijk voor alles wat met de opleiding te maken heeft.

### Artsen in opleiding
TROIE is de vereniging voor artsen in opleiding tot tropenarts/AIGT. Oprichting van het bestuur vond plaats op 2 december 1995, als onderdeel van de NVTG. Sinds 2008 heeft TROIE een zelfstandig bestuur. De vereniging behartigt de belangen van AIGT in opleiding en vertegenwoordigt hen bij de vergaderingen van de NVTG en het CIGT, onder andere ter kwaliteitswaarborging van de opleiding.
Daarnaast verzorgt TROIE evaluaties van de verplichte studiedagen, organiseert het de jaarlijkse ‘Tropen Carrière Dag’ en biedt mogelijkheden tot verdieping binnen de tropengeneeskunde. Zo verzorgt ze de verbinding tussen de uitgezonden tropenartsen/AIGT-ers en specialisten door middel van Consult Online. Via deze constructie kan op afstand meerdere specialisten consulteren bij klinische problemen.